# Villarrobledo
Villarrobledo (39°16′N 2°36′W/39,266667 -2,600000) – miasto w południowej Hiszpanii, w regionie Kastylia-La Mancha. Około 24,7 tys. mieszkańców.
Villarrobledo jest jednym z najważniejszych ośrodków produkcji wina na świecie. Oprócz tego m.in. w tym mieście produkuje się i eksportuje się stąd na dość dużą skalę regionalny twardy ser manchego. Poza tym ważny ośrodek przemysłu, np. metalurgii.

## Atrakcje turystyczne
W mieście przez cały rok odbywa się wiele wydarzeń, uroczystości i imprez, takich jak Karnawał, festiwal muzyczny „Viña” czy też Wielki Tydzień.

## Galeria

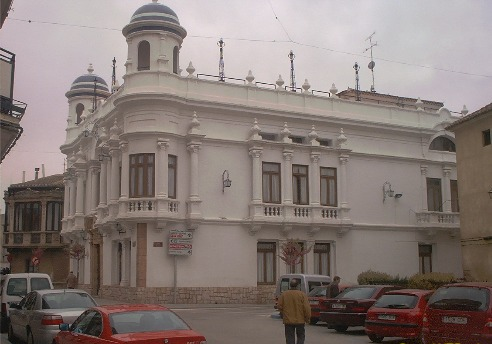
Círculo Mercantil e Industrial
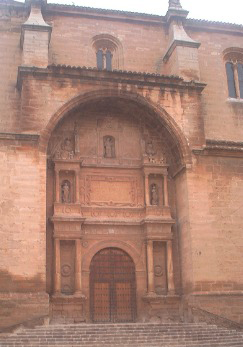
Renesansowy Portal (Kościół San Blas)
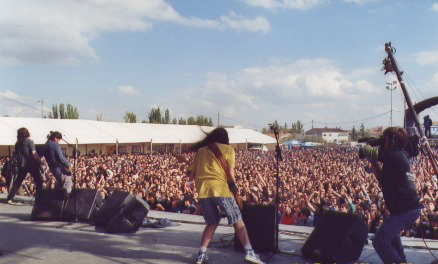
Viña Rock Festival
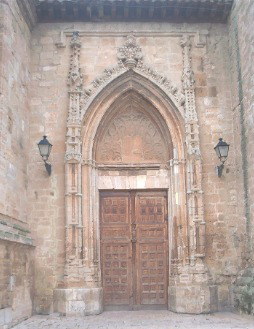
Gotycki Portal (Kościół San Blas)
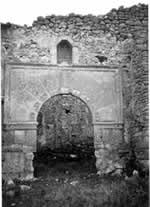
Ruiny kościoła „Moharras”
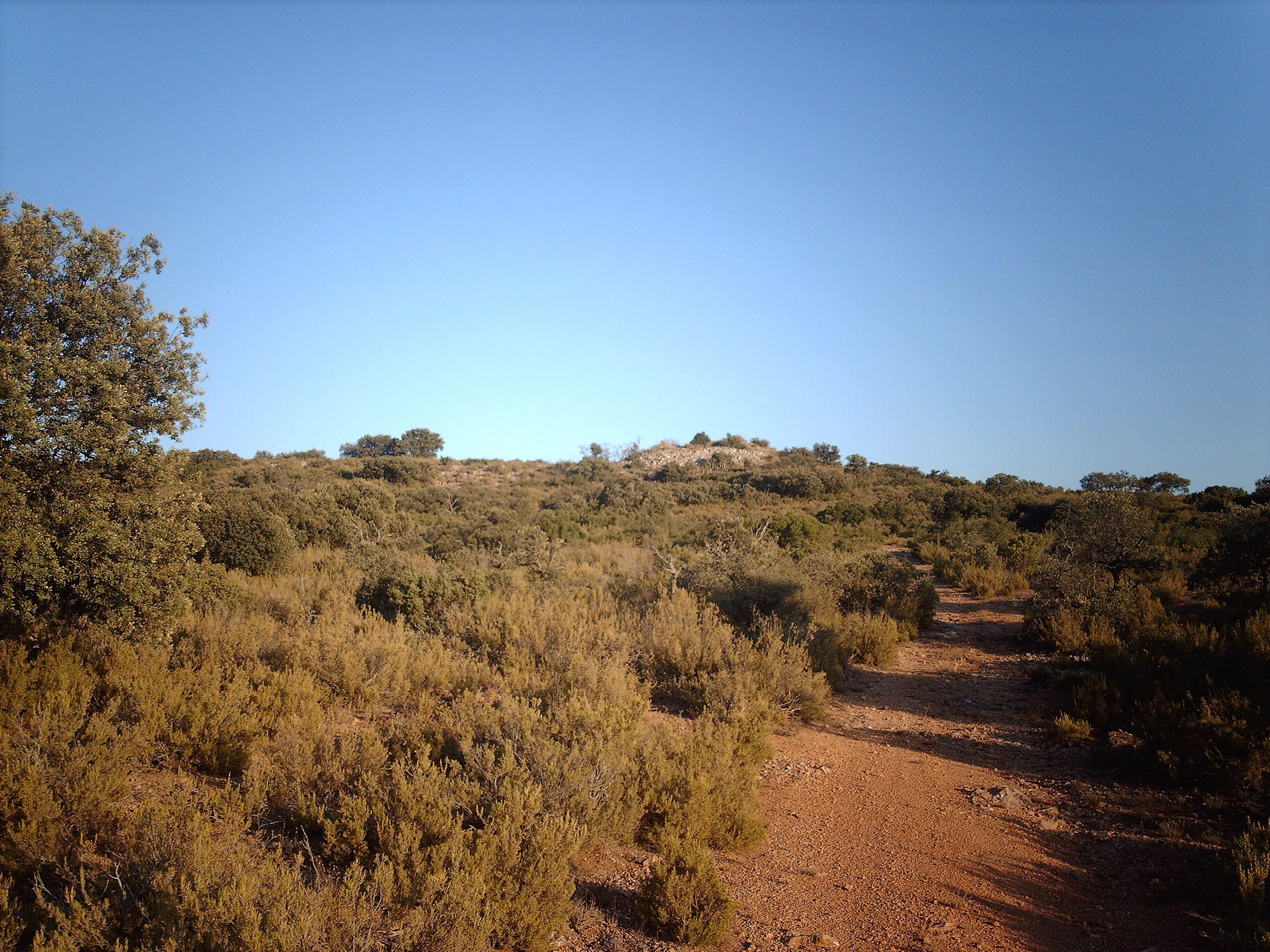
Wzgórze „La Encantá”
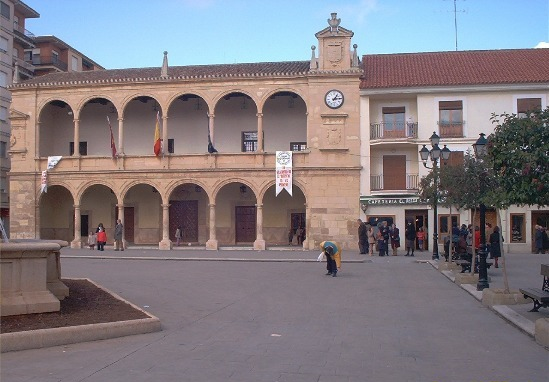
Ratusz
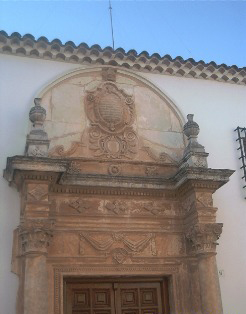
Manor
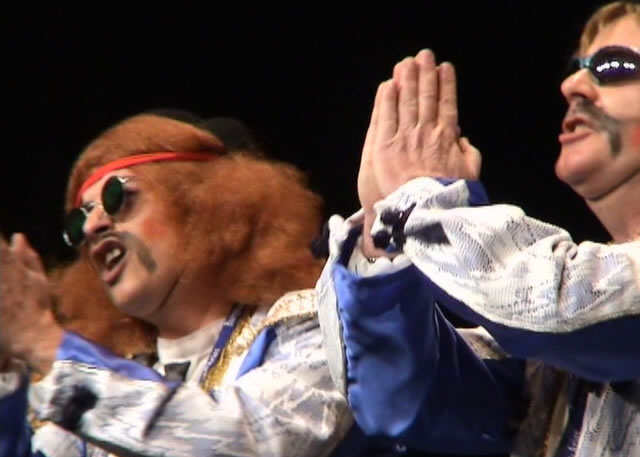
Karnawał
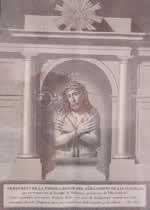
Cristo de las Injurias
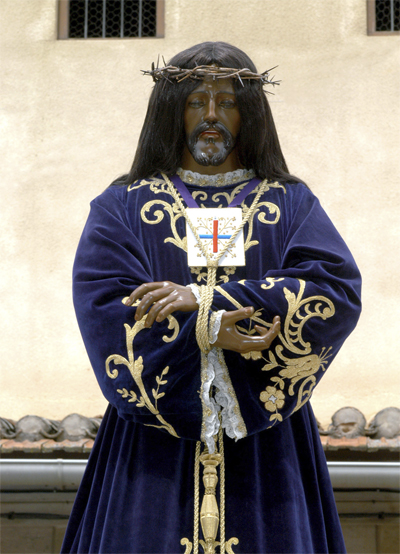
Wielki Tydzień
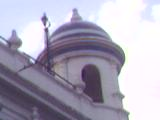
Kopuła Círculo Mercantil e Industrial